# Samsung Galaxy Trend Lite
Samsung Galaxy Trend Lite или Samsung Galaxy Fresh — бюджетный Android смартфон, выпущенный Samsung Electronics в октябре 2013 года. .
Samsung Galaxy Trend Lite был выпущен в октябре 2013 года. Телефон оснащен 4 дюймовым сенсорным дисплеем с разрешением 480x800 пикселей. Он работает на базе одноядерного процессора с частотой 1 ГГц и работает под управлением Android 4.1, питается от съемного аккумулятора емкостью 1500 мАч.
Смартфон на задней панели оснащен 3-мегапиксельной камерой.
Samsung Galaxy Trend Lite имеет 4 Гб встроенной памяти, которую можно расширить с помощью карты microSD (до 64 Гб). Размеры Samsung Galaxy Trend Lite составляют 121,50 x 63,10 × 10,85 мм (высота x ширина x толщина), а вес — 126 грамм.
Возможности подключения Samsung Galaxy Trend Lite включают Wi-Fi 802.11 b/g/n, GPS, Wi-Fi Direct и 3G.